# Урицкий, Михаил Яковлевич
Михаил Яковлевич Урицкий (укр. Михайло Якович Урицький; 3 июня 1965) — украинский режиссёр театра кукол, преподаватель Киевского национального университета театра, кино и телевидения имени И. К. Карпенко-Карого. Лауреат международных фестивалей и театральных премий.

## Биография
Среднеобразовательную школу окончил в Симферополе. Высшее образование получал с 1982 по 1988 года в Харьковском институте искусств им. Котляревского (актёр театра кукол). Режиссёрский диплом театра кукол получил в Киевском национальном университете театра, кино и телевидения имени И. К. Карпенко-Карого. Автор научной работы «Особенности психологического восприятия различных форм театра кукол детьми дошкольного возраста».
Семь лет проработал актёром в Крымском театре кукол (Симферополь) под руководством режиссёра Бориса Азарова. После ухода из театра в 1994 году организовывает и возглавляет один из первых частных театров кукол на Украине — театр сказки «Арлекино» (Симферополь).
По приглашению Сергея Ефремова, художественного руководителя Киевского муниципального академического театра кукол, переезжает в Киев на должность режиссёра-постановщика этого театра. Реализовывает постановки в театрах Украины (Киев, Николаев, Одесса, Полтава, Симферополь), России (Волгоград, Йошкар-Ола, Краснодар, Махачкала, Набережные Челны, Тула), Белоруссии (Молодечно), Литве (Паневежис), Словакии (Кошице) и других. По собственному признанию, любимым автором является Ханс Кристиан Андерсен, сказки которого легли в основу более 10 поставленных им спектаклей.
Кроме режиссёрской работы — общественный деятель. Ряд лет на посту вице-президента и председателя комиссии по защите профессиональных, социальных и материальных интересов членов УНИМА, театральный куратор проекта «Было не было».
Педагогическая деятельность. С 2008 года — преподаватель Киевского национального университета театра, кино и телевидения имени И. К. Карпенко-Карого). Сначала — вторым режиссёром у мастера курса Сергея Ефремова, впоследствии — самостоятельный набор курса. Преподаёт слушателям специальностей «Актёр театра кукол» и «Режиссура театра кукол». Среди выпускников — режиссёры Людмила Земелько (Винницкий областной академический театр кукол), Маричка Власова (Запорожский областной театр кукол); актёры Татьяна Казанцева, Павел Борисёнок, Мария Сенько (дебют-2017 на профессиональной сцене — Зейнаб в мюзикле «Али-Баба») и другие.
Живёт и работает в Киеве.

## Актёрские работы в театре

### Крымский академический театр кукол(Симферополь)
- «Все мыши любят сыр» Д. Урбан
- «Клочки по закоулочкам» Г. Остера
- «Сказка кувырком» Е. Чеповецкого по Д. Биссету
- «Сноггл» Дж. Пристли[17]

## Режиссёрские работы в театре

### Театр сказки «Арлекино» (Симферополь)
- 1994 — «Стойкий оловянный солдатик» Х. Андерсена[18]
- «Конёк-Горбунок» П. Ершова
- «Любовь к трём апельсинам» Виктории Сердюченко по мотивам фьябы К. Гоцци
- «Принцесса на горошине» Х. Андерсена
- «Солнечный лучик» Атанаса Попеску

### Волгоградский областной театр кукол
- 2005, 26 марта — «Гасан — искатель счастья» Е. Сперанского, композитор Сергей Балакин[19]
- 2006, 13 мая — «Кот в сапогах» Ш. Перро[20]
- 2007, 1 декабря — «Соловей» Х. Андерсена[21][22]
- 2010 — «Волшебный лотос» по пьесе Л. Улицкой «Канакапури»[23]

### Киевский муниципальный академический театр кукол
Театр, в котором работает режиссёром-постановщиком в настоящее время:
В спектакле <«Любовь к трём апельсинам»> играют только двое актёров — Татьяна Казанцева и Павел Борисёнок. Они исполняют все роли, как актёры «уличного искусства», где сплав циркового искусства и театра кукол приобретает совсем новых форм кукольного представления. Постановка является волной, которая должна заинтересовать зрителя жанром, который стал наследием комедии дель арте: попытка соединить актёрское ремесло периода Возрождения и современное театральное искусство.
- 2006, 11 ноября — «Конёк-Горбунок» П. Ершова
- 2008, 28 сентября — «Стойкий оловянный солдатик» Всеволода Данилевича по мотивам сказки Х. Андерсена
- 2009, 26 декабря — «Волшебная скрипка» Сергея Ковалёва по мотивам белорусских сказок
- 2011, 5 января — «Любовь к трём апельсинам» Виктории Сердюченко по мотивам фьябы К. Гоцци
- 2012, 10 марта — «Дюймовочка» Х. Андерсена (спектакль стал лауреатом премии «Киевская пектораль» за 2012 год[25])
- 2013, 1 июня — «Солнечный лучик» Атанаса Попеску
- 2013, 7 сентября — «Красавица и храбрец» по пьесе М. Бартенева «Считаю до пяти»
- 2014, 1 июня — «Коза-Дереза» М. Супонина[26]
- 2014, 27 декабря — «Снежный цветок» С Козлова (режиссёр спектакля. Постановка Сергея Ефремова. Спектакль стал лауреатом премии «Киевская пектораль» за 2014 год[27])
- 2015, 5 сентября — «Почему длинный нос у слона» по мотивам сказки Р. Киплинга (спектакль стал лауреатом премии «Киевская пектораль» за 2015 год)
- 2015, 23 декабря — «Оскар» Э. Шмитта[28] (спектакль стал лучшим спектаклем премии «Киевская пектораль» за 2015 год)
- 2016, 19 ноября — «Легенда о Северном сиянии» по мотивам «Северной сказки» И. Заграевской[29]
- 2017, 16 сентября — «Али-Баба» мюзикл В. Смехова, композитор Владимир Быстряков[16][30]
- 2017, 17 декабря — «Принцесса на крыше» Э. Фарджон

### Николаевский областной кукольный театр
- 2007 — «Гадкий утёнок» Владимира Синакевича по мотивам сказки Х. Андерсена[31]
- «Гуси-лебеди» моноспектакль Е. Благининой по мотивам народной сказки[5][32]
- 2015, 3 октября — «Золушка» Ш. Перро

### Киевский национальный университет театра, кино и телевидения имени И. К. Карпенко-Карого
Постановки на сцене учебного театра, в котором преподаёт в настоящее время:
- «Любовь к трём апельсинам» Виктории Сердюченко по мотивам фьябы Карло Гоцци
- «Солнечный лучик» Атанаса Попеску
- «Соловей» Х. Андерсена
- 2008 — «Конёк-Горбунок» П. Ершова
- 2012 — «Оскар и Розовая Дама» Э. Шмитта[33][34]
- 2017 — «SON.NET» по мотивам сонетов У. Шекспира[35]
- 2017 — «Утомлённый дьявол» Сергея Ковалёва
- 2018, 28 февраля — «Чумацький шлях» С. Брижаня и Ю. Фридмана

### Набережночелнинский государственный театр кукол
Огромный интерес коллегии вызвали планшетные куклы спектакля <«Стойкий оловянный солдатик»>, талантливо выполненные из разных материалов, а также элементы театра теней.
- 2013, 4 июня — «Полторы горсти» Н. Осиповой[37]
- 2013, июнь — «Стойкий оловянный солдатик» Всеволода Данилевича по мотивам сказки Х. Андерсена[38]

### Одесский областной театр кукол
- 2013, декабрь — «Оскар и Розовая Дама» Э. Шмитта[39]
- 2015, 1 февраля — «Слонёнок» по мотивам сказки Р. Киплинга[40][41]

### Республиканский театр кукол (Йошкар-Ола)
- 2014 — «Царевна-лягушка» А. Дежурова по мотивам народной сказки[42]

### Театре кукол «На колёсах» (Паневежис,Литва)
- 2014 — «Полторы горсти» Н. Осиповой[43]

### Киевский государственный академический театр кукол
- 2015 — «Гуси-лебеди» Г. Гусаровой по мотивам народной сказки[44]
- 2017, 25 марта — «Гадкий утёнок» пьеса В. Синакевича по сказке Х. Андерсена[45]
- 2018, 1 июня — «Волшебная лампа Аладдина» А. Чупина по мотивам арабских сказок, входящих в собрание «Тысяча и одна ночь».[46]

### Дагестанский государственный театр кукол(Махачкала)
- «Гадкий утёнок» Владимира Синакевича по мотивам сказки Х. Андерсена[47]
- «Гуси-лебеди» моноспектакль Е. Благинина по мотивам народной сказки[48]
- «Дюймовочка» Х. Андерсена[49]
- «Полторы горсти» Н. Осиповой[50]
- «Солнечный лучик» Атанаса Попеску[51]
- «Сон в летнюю ночь» У. Шекспира[52]
- «Стойкий оловянный солдатик» Всеволода Данилевича по мотивам сказки Х. Андерсена[53] (Спектакль стал лауреатом фестиваля «Каспийский берег» (Астрахань) в номинации «за лучшую режиссуру»[54])

### Полтавский академический областной театр кукол
- «Золушка» С. Куралех[55]

### Тульский государственный театр кукол
- 2013 — «Волшебная скрипка» Сергея Ковалёва по мотивам белорусских сказок[56]
- «Волшебная лампа Аладдина» по мотивам арабских сказок
- «Слонёнок» по мотивам сказки Р. Киплинга[57]
- «Стойкий оловянный солдатик» Всеволода Данилевича по мотивам сказки Х. Андерсена[58]

### Минский областной театр кукол «Батлейка»[бел.](Молодечно)
- «Конёк-Горбунок» П. Ершова

### Краснодарский краевой театр кукол
- «Любовь к трём апельсинам» Виктории Сердюченко по мотивам фьябы Карло Гоцци

### Киевский национальный академический театр оперетты
- 2016, 28 декабря — «Приключения Буратино» А. Толстого на музыку А. Рыбникова[59]

### Театр кукол Кошице[словац.](Кошице)
- 2017— «Sloník» по мотивам сказки Р. Киплинга[60][61]

## Награды и признание
| Год           | Премия | Номинация                              | Спектакль                                                                                  | Результат |
| ------------- | --- | -------------------------------------- | ------------------------------------------------------------------------------------------ | --------- |
| 2010, октябрь | II Международный фестиваль театров кукол Прикаспийских государств «Каспийский берег» (Астрахань)                   | Лучшая режиссура                       | «Стойкий оловянный солдатик» (Дагестанский государственный театр кукол)                    | Победа    |
| 2011, октябрь | ХІV Международный фестиваль театров для детей «Интеркукла—2013» (Ужгород)                                          | Лучшая режиссура                       | «Дюймовочка» (Киевский муниципальный академический театр кукол)                            | Победа    |
| 2012, март    | Театральная премия «Киевская пектораль» (Киев)                                                                     | Лучший спектакль для детей             | «Дюймовочка» (Киевский муниципальный академический театр кукол)                            | Победа    |
| 2014, август  | Международный фестиваль-конкурс INSPIRATION The international Theatre Arts Competition-Festival (Турку, Финляндия) | Лучшая режиссёрская работа             | «Дюймовочка» (Дагестанский государственный театр кукол)                                    | Победа    |
| 2016, март    | Театральная премия «Киевская пектораль» (Киев)                                                                     | Лучший спектакль драматического театра | «Оскар» (Киевский муниципальный академический театр кукол)                                 | Победа    |
| 2016, март    | Театральная премия «Киевская пектораль» (Киев)                                                                     | Лучшая режиссёрская работа             | «Оскар» (Киевский муниципальный академический театр кукол)                                 | Победа    |
| 2016, март    | Театральная премия «Киевская пектораль» (Киев)                                                                     | Лучший спектакль для детей             | «Почему длинный нос у слона» (Киевский муниципальный академический театр кукол)            | Победа    |
| 2016, октябрь | ХХІІІ Международный фестиваль театров кукол SPOTKANIA (Театр «Бай Поморский», Торунь, Польша)                      | Лучшая режиссура                       | «Оскар» (Киевский муниципальный академический театр кукол)                                 | Победа    |
| 2020          | Премия Театрального Союза (театральный союз Молдовы)                                                               | Лучший спектакль для детей             | «lebedele sălbatice» / «Дикие лебеди» (Кишиневский муниципальный кукольный театр «Гугуце») | Победа    |